# Mesophylax sardous
Mesophylax sardous là một loài Trichoptera trong họ Limnephilidae. Chúng phân bố ở miền Cổ bắc.